# Tristichopterus
Tristichopterus — рід тетраподоморфів, з максимальною довжиною шістдесят сантиметрів, це найменший рід родини Tristichopteridae, доісторичних лопатеперих риб; рід, як вважають, походить з півночі та поширився протягом верхнього девону до Гондвани. Tristichopterus наразі має лише один названий вид, вперше описаний Егертоном у 1861 році. Вважається, що вузол Tristichopterus виник у живетській частині девону. Егертон вважав Tristichopterus унікальною для свого періоду як рибу з окостенілими центрами хребців, що порушує постійне правило нотохорди більшості девонських риб, але пізніше доктор Р. Х. Тракуейр підтвердив, що це лише часткове окостеніння. Tristichopterus alatus дуже нагадує Eusthenopteron, і це викликало дебати після його відкриття щодо того, чи був він окремим таксоном.